# Rytidosperma montis-wilhelmi
Rytidosperma montis-wilhelmi är en gräsart som först beskrevs av Jan Frederik Veldkamp och Fortuin, och fick sitt nu gällande namn av Hans Peter Linder. Rytidosperma montis-wilhelmi ingår i släktet kängurugräs (släktet), och familjen gräs. Inga underarter finns listade i Catalogue of Life.